# 宗教の時間
宗教の時間（しゅうきょうのじかん）は、宗教番組放送枠の名称。この項目では民間放送のラジオ放送局における例について記述する。

## 概要
毎日または平日を通して、主に深夜または早朝の同じ時刻に、5分から10分前後の宗教番組が編成される事例が、特にAMラジオ放送局で多い。これらの番組は、新聞の番組欄ではひとまとめの帯番組扱いとして「宗教の時間」や「宗教」と表記されることが多い。ワイド番組の枠に内包されたフロート番組の形で放送される場合もある。
FM局などで放送の『天使のモーニングコール』（幸福の科学）は30分放送であるほか、番組表で「宗教の時間」と表記されることがないため、この範疇には該当しない。
ルーツは朝日放送（現：朝日放送ラジオ）が1951年11月11日の開局に向けて「文化の向上に資する教養番組の内容として、宗教放送を取り上げたい」という方針を打ち出し、東本願寺・西本願寺・知恩院・カトリック教会・プロテスタント・天理教・金光教の7団体に協力を依頼したことによる。このうち「東本願寺の時間」と「金光教の時間」はABCラジオが開局した1951年から始まり、長期間にわたって放送された。放送局側からの依頼であったことから、当初の放送料金等は無料であったが、やがて各団体が放送料金を支払うようになった。
リスナーの高齢化および減少、放送料金による財政の圧迫などもあり、「東本願寺の時間」が2015年9月をもって放送を終了するなど、ラジオ放送からの撤退（インターネット番組への転換も含む）やネット局を大幅縮小する宗教団体が増えている。

## 各局の番組
2018年10月現在。各放送局タイムテーブル参照。

### HBCラジオ
北海道放送（HBCラジオ）におけるタイムスケジュールは下記の通り。
月曜 - 金曜
- 5:05 - 5:10：心のいこい（念法眞教）

土曜
- 5:25 - 5:30：心のいこい
- 6:15 - 6:20：曹洞宗の時間（曹洞宗）
- 6:35 - 6:45：よろこびへの扉（ホレンコ（北海道マスコミ伝道センター））

日曜
- 5:00 - 5:15：天理教の時間（天理教）
- 5:45 - 5:55：西本願寺の時間（西本願寺）
- 6:20 - 6:35：世の光いきいきタイム（太平洋放送協会）

過去に放送されていた主な番組は以下の通り。
土曜
- 5:10 - 5:20：金光教の時間（金光教）：2015年10月をもって放送終了
- 5:30 - 5:45：仏法と孝道（孝道教団）：2017年3月をもって放送終了

日曜
- 5:25 - 5:35：浄土宗のラジオ「法然さまの時間」（浄土宗）：2016年3月をもって放送終了
- 5:35 - 5:45：東本願寺の時間 （東本願寺）：2015年9月をもって放送終了
- 5:55 - 6:20：幸福への出発（生長の家）：2017年9月をもって放送終了

### STVラジオ
STVラジオにおけるタイムスケジュールは下記の通り。
月曜 - 金曜
- 5:00 - 5:05：心のともしび（心のともしび運動本部／カトリック教会）

土曜
- 5:00 - 5:05：心のともしび
- 5:45 - 6:00：大徳寺昭輝の天の夢

日曜
- 6:15 - 6:30：供養の心・優しい話（北の杜御廟）

### 東北放送（TBC）
東北放送（TBC）におけるタイムスケジュールは下記の通り。
土曜
- 5:10 - 5:25：世の光いきいきタイム（太平洋放送協会）
- 5:25 - 5:40：浄土真宗親鸞会の時間（浄土真宗親鸞会）
- 5:40 - 5:55：天理教の時間（天理教）
- 5:55 - 6:00：東北あさのことば（日本キリスト改革派教会）
青森放送、IBC岩手放送にネット。

日曜
- 5:10 - 5:20：西本願寺の時間
- 5:20 - 5:30：信仰の時間（日本福音宣教会）
- 5:45 - 6:00：大徳寺昭輝の天の夢

過去に放送されていた主な番組は以下の通り。
月曜 - 土曜
- 5:25 - 5:30：心のいこい：2016年3月をもってネット打ち切り（これに伴い、同局の平日枠宗教番組は放送終了）

土曜
- 5:30 - 5:40：浄土宗のラジオ「法然さまの時間」（浄土宗）：2016年3月をもって放送終了

### 文化放送
文化放送（QR）におけるタイムスケジュールは下記の通り。
土曜
- 6:00 - 6:05：あなたのそばに歎異抄（築地本願寺。2021年4月日曜日5:50 - 5:55で放送開始。同年10月放送時間異動）

日曜
- 5:35 - 5:50：世の光いきいきタイム

過去に放送されていた主な番組は以下の通り。
日曜
- 5:25 - 5:35：禅のこころ-曹洞宗-（曹洞宗関東管区教化センター）：2021年3月をもって放送終了
- 5:50 - 6:00：浄土宗のラジオ「法然さまの時間」（浄土宗）：2016年3月をもって放送終了
- 5:50 - 6:00：築地本願寺の時間（西本願寺の時間と同内容）：2021年3月をもって放送終了

### ニッポン放送
ニッポン放送（LF）におけるタイムスケジュールは下記の通り。
月曜-金曜
- 5:35 - 5:40：心のともしび

土曜
- 5:25 - 5:30：心のともしび
- 5:50 - 5:55：徳さんとお坊さん（築地本願寺）
いずれも「徳光和夫 とくモリ!歌謡サタデー」に内包。

過去に放送されていた主な番組は以下の通り。
日曜
- 4:50 - 5:00：金光教の時間（金光教）：2021年3月28日をもって放送終了

### ABCラジオ
朝日放送ラジオ（ABCラジオ）におけるタイムスケジュールは下記の通り。
月曜 - 木曜
- 4:35 - 4:45 - 月曜 - 水曜が「信仰の時間」、木曜が「宗教の時間」として放送。
  - 月曜日：まことの救い（協賛：日本福音宣教会）
  - 火曜日：カトリック教会の時間（協賛：大阪カテドラル聖マリア大聖堂カトリック玉造教会大阪大司教区、2024年9月29日まで日曜5:50 - 6:00に放送。2024年10月1日より枠移動）
  - 水曜日：希望の声（協賛：日本ペンテコステ教団富雄キリスト教会）
  - 木曜日：金光教の時間（協賛：金光教）- 1951年11月24日放送開始（2018年10月より水曜4:35 - 4:45枠から移動、2019年6月30日までは日曜5:30 - 5:40枠で放送、2024年9月29日まで日曜5:40 - 5:00に放送）

2024年秋改編で日曜に放送していたカトリックと金光教の番組を当時間に移動させ宗教番組の枠を集約した。同時に金曜は『週刊 なるほど!ニッポン』（ニッポン放送制作、NRN全国ネット）を土曜5:05-15から移動させている。
土曜・日曜
- 4:30 - 5:00：福音の光（協賛：近畿福音放送伝道協力会（キンポーデン））

#### 過去に放送されていた主な番組
放送終了により空き枠となった時間は音楽番組「さわやかミュージック」が埋めていたが（時期によっては『世の光』を間に挟み放送していた）、2020年7月から通販番組に差し替えられた。
月曜 - 金曜
- キンポーデンアワー・世の光（4:45 - 4:50）：2021年12月24日をもって放送終了
- 「信仰の時間」枠（4:35 - 45）
  - 火曜：円応教の時間（円応教）：2005年3月をもって放送終了
  - 木曜：高野山の時間：その後ラジオNIKKEIのみで放送していたが、2018年4月28日をもって放送終了
  - 金曜：大本の時間：2011年4月より日曜5:40 - 5:50枠へ移動、2019年6月30日をもって放送終了
- 「宗教の時間」枠（4:50 - 5:00）
2018年10月改編で廃止[2]
  - 月曜：パーフェクト リバティー教団の時間：2015年1月をもって放送終了
  - 火曜：西本願寺の時間（2018年10月より放送時間が15分繰り上げられ4:35- 45となったが、2022年9月を以って終了）
  - 木曜：東本願寺の時間：1951年11月11日放送開始、2015年9月24日をもって放送終了[1]
  - 金曜：おてつぎ運動の時間（知恩院）：2016年3月をもって放送終了

### MBSラジオ
毎日放送（MBSラジオ）におけるタイムスケジュールは下記の通り。
月曜 - 土曜
- 4:55 - 5:00：心のともしび（心のともしび運動本部／カトリック教会）

土曜
- 5:45 - 6:00：天理教の時間

過去に放送されていた主な番組は以下の通り。
日曜
- 5:30 - 5:40：浄土宗のラジオ「法然さまの時間」：2016年3月をもって放送終了

### ラジオ大阪（OBC）
ラジオ大阪（OBC）におけるタイムスケジュールは下記の通り。
月曜 - 土曜
- 6:55 - 7:00：心のいこい（念法眞教）

日曜
- 6:15 - 6:30：浄土真宗親鸞会の時間（浄土真宗親鸞会）

### 山口放送（KRY）
山口放送（KRYラジオ）におけるタイムスケジュールは下記の通り。
月曜 - 金曜
- 5:15 - 5:25：さわやか世の光（太平洋放送協会）
- 5:25 - 5:30：心のともしび

土曜
- 5:15 - 5:25：さわやか世の光
- 5:25 - 5:30：心のともしび

日曜
- 5:30 - 5:45：浄土真宗親鸞会の時間
- 6:00 - 6:10：西本願寺の時間
- 6:35 - 6:50：天理教の時間

### RKBラジオ
RKB毎日放送（RKBラジオ）におけるタイムスケジュールは下記の通り。
月曜 - 金曜
- 5:20 - 5:25：心のいこい（念法眞教）
- 5:25 - 5:30：心のともしび

日曜
- 6:00 - 6:05：心のともしび
- 6:05 - 6:10：心のいこい
- 6:40 - 6:50：西本願寺の時間
- 6:50 - 7:00：金光教の時間